# Джордже Вуядинович
Джордже Вуядинович (на сърбохърватски: Đorđe Vujadinović / Ђорђе Вујадиновић) е югославски футболист, нападател.

## Кариера

### Футболист
Джордже Вуядинович е роден в Смедерево, но в ранна възраст се премества в Белград. Там той е поканен на проби в юношите на БСК, където започва да играе от 1923 г. Пет години по-късно, той се присъединява към мъжкия обор. Играе за клуба до 1940 г., 5 пъти става шампион на Югославия и 2 пъти е голмайстор на югославския шампионат.

### Национален отбор
За националния отбор на Югославия Джордже Вуядинович играе 12 години, като има 44 мача и 18 гола. В мача за националния отбор, три пъти излиза на терена с капитанската лента. Той участва в Балканската купа и в първата Световна купа през 1930 г., където вкара два гола.

### Треньор
След като завършва футболната си кариера след Втората световна война, Вуядинович става треньор. Той обучава младежките отбори на Партизан Белград и ОФК Белград, треньор е и на младежкия отбор на Югославия. През 1967 г. той е треньор на турския Алтай.

## Успехи

### Отборни
БСК
- Първа лига (Югославия): 1931, 1933, 1935, 1936, 1939

### Международни
Югославия
- Световно първенство по футбол: 1930 (4-то място)

### Индивидуални
- Голмайстор на Първа лига (Югославия): 1929, 1931